# Aconitum pseudohuiliense
Aconitum pseudohuiliense är en ranunkelväxtart som beskrevs av Chang och Wen Tsai Wang. Aconitum pseudohuiliense ingår i släktet stormhattar, och familjen ranunkelväxter. Inga underarter finns listade i Catalogue of Life.